# Comuna Tarvastu
Tarvastu este o comună (vald) din Județul Viljandi, Estonia.
1. ↑  Maakatastri statistika (în estonă), Consiliul Funciar Eston[*], accesat în 24 martie 2020